# Edward Glover
Pour les articles homonymes, voir Edward Glover (homonymie) et Glover.
Edward Glover, né le 13 janvier 1888 à Lesmahagow (Lanarkshire), en Écosse, et mort le 16 août 1972 à Londres, est un médecin et psychanalyste écossais. 

## Biographie
Edward Glover est écossais, fils d'instituteur. Son père était darwinien et agnostique, alors que sa mère, fille de pasteur, venait d'une famille au méthodisme strict. Sa famille est très cultivée et Edward bénéficie d'une atmosphère familiale propice à l'étude des lettres, de la philosophie et des langues bibliques. Il entreprend des études de médecine à 16 ans, obtient son diplôme de médecine et de chirurgie à 21 ans, puis travaille comme médecin hospitalier à Glasgow et à Midhurst.
Il commence sa formation analytique didactique à la suite des conseils de son frère, James Glover, qui exerce comme psychiatre à Londres. Les deux frères se rendent à Berlin, en 1920, pour y mener une analyse didactique auprès de Karl Abraham. Edward rentre à Londres en 1921, et devient membre associé de la Société britannique de psychanalyse, puis membre à part entière en 1922. Il en devient une personnalité de premier plan. À la mort de son frère James, Edward le remplace dans plusieurs fonctions, et il devient secrétaire du comité de formation de l'Association psychanalytique internationale et directeur-adjoint de la London Clinic of Psychoanalysis. Il écrit, en 1950, un ouvrage dans lequel il prend parti contre les idées de Carl Gustav Jung. 
Il participe à la fondation de l'Institute for the Study and Treatment of Delinquency et à la création de la revue The British Journal of Delinquency qui devient ultérieurement The British Journal of Criminology. Il est au comité de rédaction de The Psychoanalytic Study of the Child.
Il participa activement aux controverses scientifiques qui opposèrent, entre 1940 et 1945, les tenants de l'orthodoxie freudienne, réunis autour d'Anna Freud, et les partisans de Melanie Klein, ouverts à la poursuite d'une réflexion théorique et clinique autour des principes épistémologiques psychanalytiques. Edward Glover prit le parti d'Anna Freud, et s'opposa aux théorisations kleiniennes, alors qu'il avait préalablement bien accueilli certains des travaux kleiniens. Il a notamment été l'analyste de Melitta Schmideberg, la fille de Melanie Klein, alors que celle-ci était devenue une farouche opposante à sa mère.
Son retrait de la Société, en 1944, suivi par celui de Melitta Schmideberg, permit l'apaisement des tensions et l'aboutissement à un compromis entre les différents groupes, en évitant la scission au sein du mouvement psychanalytique britannique. Ayant pris la précaution de demander son affiliation à la Société suisse de psychanalyse avant de demander sa démission de la Société britannique, Edward Glover resta toutefois membre de l'Association psychanalytique internationale.

### Publications
- Freud ou Jung ?, Paris, Puf, coll. « Bibliothèque de psychanalyse », (1950 et trad. fr. 1954),  (ISBN 2130379540)
- Technique de la Psychanalyse,  Paris, Les Introuvables, 2001,  (ISBN 284575003X)
- La naissance du moi, Toulouse, Privat, 1979, coll. « Rhadamanthe »,  (ISBN 2708930168)